# Ruffec (Indre)
Ruffec – miejscowość i gmina we Francji, w Regionie Centralnym, w departamencie Indre.
Według danych na rok 1990 gminę zamieszkiwały 594 osoby, a gęstość zaludnienia wynosiła 15 osób/km² (wśród 1842 gmin Regionu Centralnego Ruffec plasuje się na 609. miejscu pod względem liczby ludności, natomiast pod względem powierzchni na miejscu 176.).